# Mebyon Kernow
Mebyon Kernow – The Party for Cornwall (MK; córnico para Filhos da Cornualha) é um partido político nacionalista córnico, de centro-esquerda, na Cornualha, Reino Unido. Defende a "devolução" (autonomia) para a Cornualha sob a forma de uma Assembleia Córnica, e também a social-democracia e a proteção ambiental.